# Октомврийски кон
Октомврийският кон (на латински: Equus October) в Древен Рим е ритуална жертва за военния бог Марс, което става през идите на октомври (15 октомври).
На този ден на Марсовото поле (лат. Campus Martius) се провеждат състезания с колесници с 2 коня. Десният кон на победилата колесница е принесен за жертва на бог Марс. Конят се закарва след това в Регията в източната страна на Римския форум.